# Oberweier (Ettlingen)

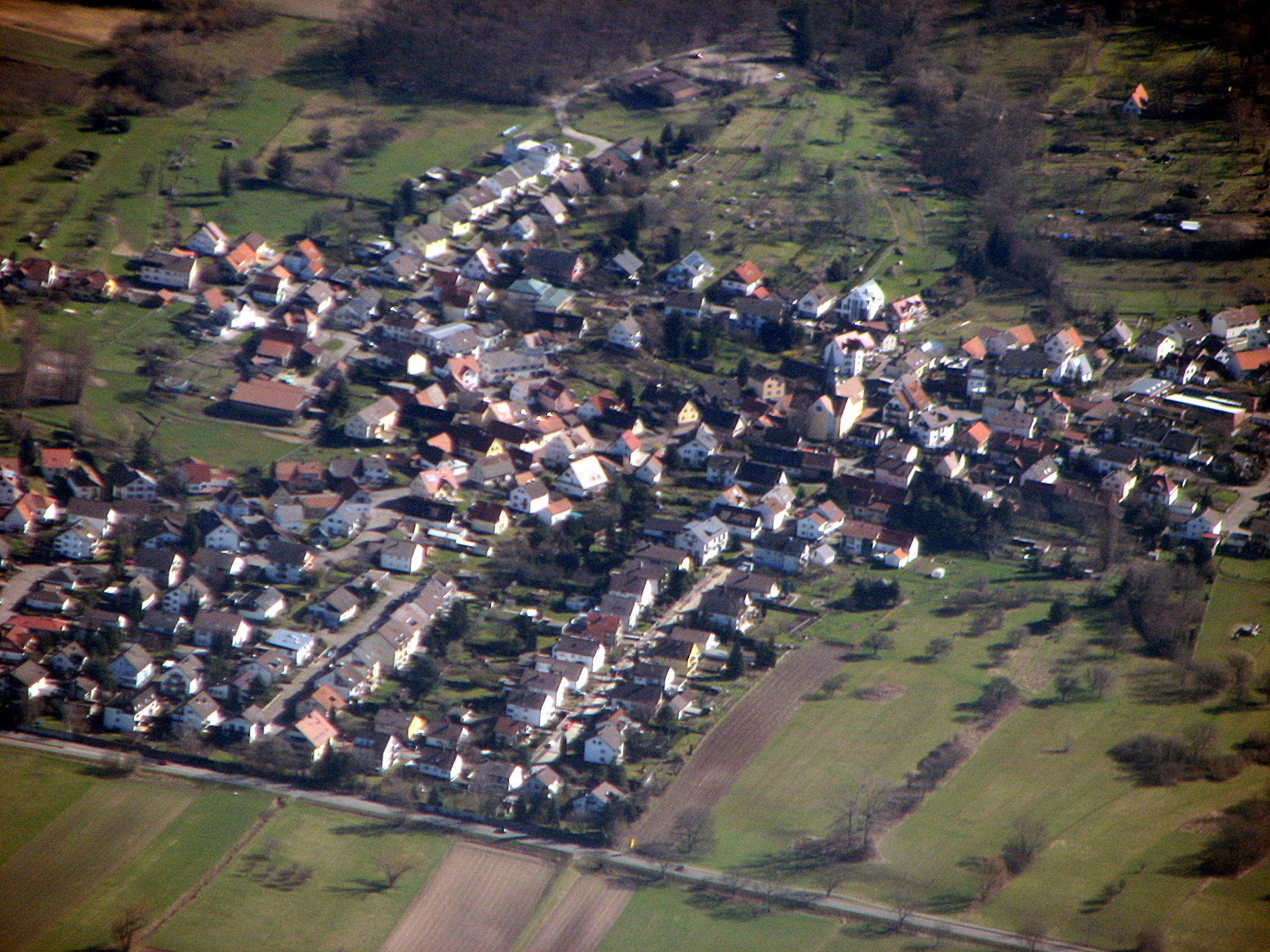
Luftaufnahme von Oberweier

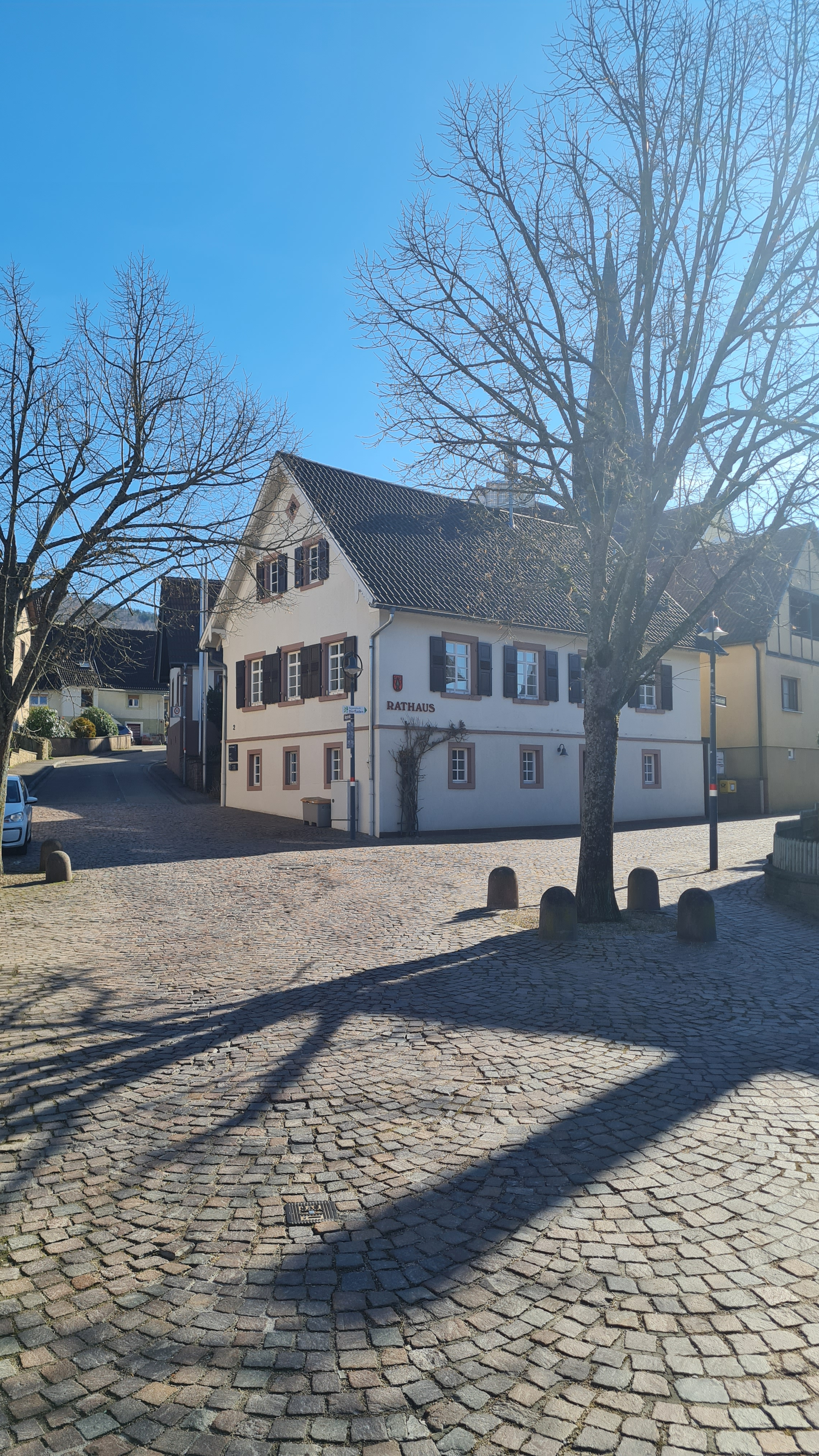
Oberweier im Winter – Blick aufs Rathaus, die Kirchturmspitze St. Wendelin im Hintergrund

Oberweier ist ein Stadtteil der Großen Kreisstadt Ettlingen im Landkreis Karlsruhe in Baden-Württemberg. Die Ortschaft liegt am Rande des Schwarzwalds zwischen Rheinebene und Vorbergzone des Oberrheinischen Tieflands und zählt 1.483 Einwohner. Archäologische Funde belegen eine Besiedlung seit der Römerzeit; erstmals urkundlich erwähnt wurde Oberweier in einer Schenkungsurkunde des 12. Jahrhunderts. Bis ins 20. Jahrhundert war der Ort stark landwirtschaftlich geprägt, insbesondere durch Viehwirtschaft. Mit der Gebietsreform in Baden-Württemberg wurde Oberweier 1974 nach Ettlingen eingemeindet. Der Ort gilt als Pendlergemeinde.

## Geschichte

### Der römische Gutshof
Fast 500 Jahre lang zeigten die Römer ihre Präsenz in der Provinz Obergermanien. Sie legten ein Netz von Gutshöfen für die landwirtschaftliche Produktion an, die sogenannten villae rustica. Zwischen dem späten 1. und der Mitte des 3. Jahrhunderts befand sich einer dieser Gutshöfe im Gefällwald Oberweiers, nahe der Grenze zur Gemarkung Sulzbach. Der Hof bestand aus mehreren Gebäuden mit Estrichböden und bemaltem Wandverputz. Besonders bemerkenswert ist ein Raum mit Hypokaustenheizung, die für Fußbodenwärme sorgte. Mit dem Fall des Limes 259/260 n. Chr. gaben die Römer den Gutshof auf. In den folgenden Jahrzehnten siedelten sich zunehmend germanische Alamannen im Gebiet rechts des Oberrheins an. Das Ende des Weströmischen Reiches im Jahr 476 n. Chr. markiert endgültig das Ende der römischen Herrschaft in diesem Raum.

### Frühmittelalter: Besiedlung durch die Franken
Zwanzig Jahre nach dem Fall Roms, mit der Niederlage der Alamannen gegen die Franken bei der Schlacht von Zülpich, ging das gesamte alamannische Gebiet ins Fränkische Reich über. Eine fränkische Besiedlung von Oberweier zwischen dem 7. und 10. Jahrhundert vom nächstgelegenen Ettlingenweier aus gilt als wahrscheinlich, wenngleich die genauen Umstände im Dunkeln bleiben. Vermutlich hatten diese Siedler alamannische Wurzeln, die in Sprache und Brauchtum fortwirkten. Sprachliche Überreste der Alamannen finden sich heute noch im regionalen Dialekt der Oberweirer.
Die verwaltungsmäßige Gliederung des Frankenreiches führte schließlich zur Bildung der Großmark Ettlingen, zu dem Oberweier wie viele andere umliegende Gemeinden gehörten. Die Wechselbeziehungen zwischen den Ortschaften macht es dabei manchmal schwierig, in den historischen Quellen genauer zwischen ihnen zu unterscheiden.

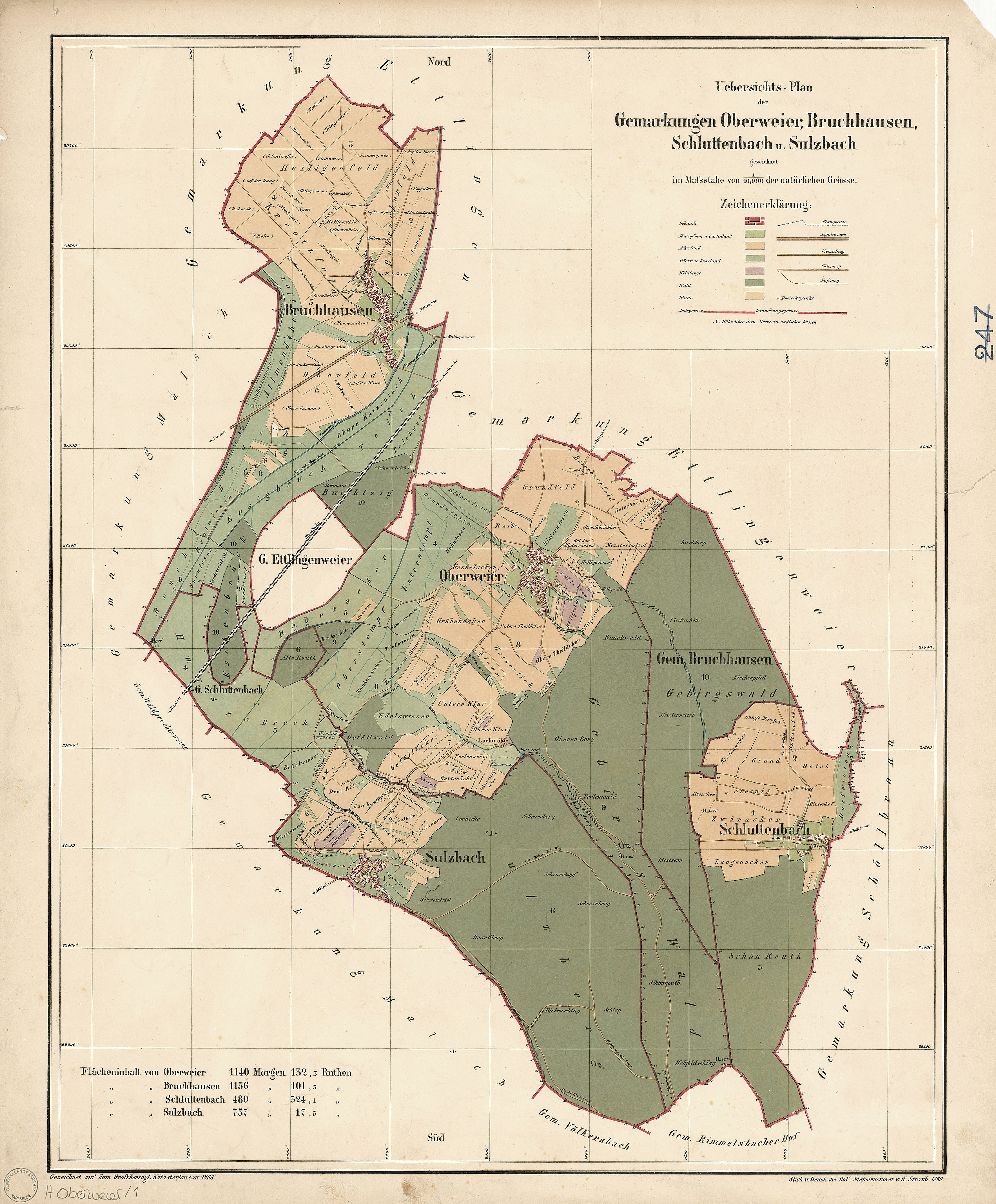
Gemarkungsplan von Oberweier (1868/69)

### Hochmittelalter: Von den Saliern zu den Staufern
Ab dem 10. Jahrhundert gehörte Oberweier zum Herrschaftsraum der Salier, eines fränkischen Adelsgeschlechts aus der Gegend um Speyer und Worms. Vom Regionaladel stiegen die Salier erst zu Königen und dann zu Kaisern des Heiligen Römischen Reiches auf. Sie bestimmten die große Reichspolitik, doch die konkrete Verwaltung einzelner Landstriche lag in den Händen von regionalen Grafengeschlechtern.
Oberweier war Teil der Grafschaft Ufgau. Die Grafen besaßen hier weltliche Gewalt – Rechtsprechung, Heerfolge und Abgaben. Kirchlich unterstand die Region dem Bistum Speyer, das den Zehnt einforderte (ein Zehntel der bäuerlichen Erträge) und in geistlichen Fragen Gericht hielt (z. B. bei Ehe- oder Kirchenrechtsverstößen). Das Nebeneinander von weltlicher Grafschaft und kirchlicher Organisation bestimmte den Alltag in der Region.
Die Grafenwürde im Ufgau trugen nacheinander verschiedene Adelsgeschlechter. Zunächst waren es die Konradiner, später die Reginbodonen, von denen Reginbodo II. auch als Graf von Malsch bekannt ist. Die Reginbodonen waren allerdings nicht nur lokal am Oberrhein präsent, sondern brachten auch überregionale Amtsträger hervor. Ein Beispiel ist Siegfried I., der als Erzbischof von Mainz einer der einflussreichsten Reichsbischöfe seiner Zeit wurde. In dieser Rolle spielte er eine zentrale Funktion im Investiturstreit, dem großen Machtkonflikt zwischen König und Papst. Solche Reichskonflikte wirkten wieder bis in die Region hinein: Klöster erhielten Schenkungen, um ihre Stellung zwischen König und Papst zu sichern, und selbst kleine Siedlungen wie Oberweier wurden über diese Klöster enger in die Strukturen des Heiligen Römischen Reiches eingebunden.
Erstmals urkundlich erwähnt wird Oberweier unter dem Namen „Babinwilare“ (grob übersetzt als „Siedlung des Babin“) in einer Schenkungsurkunde des Edelfreien Luitfried aus dem Jahre 1115 an das Kloster Reichenbach. Laut der Urkunde verschenkt er seinen gesamten Besitz in Ettlingenweier an das Kloster. Neben den Brüdern Wezel und Gnanno wird Luitfried darin als Grundbesitzer in Oberweier erwähnt, ohne genauere Details zu nennen. Mit Bruchhausen gründete er in unmittelbarer Nähe seinen eigenen Weiler.
Im 12. Jahrhundert errangen zunächst die Staufer Kontrolle über die Region, insbesondere nach der Heirat von Friedrich I. von Schwaben und seiner Übernahme der Obervogtei des Klosters Weißenburg. Ab 1219 gewannen die Markgrafen von Baden immer mehr Einfluss in der Region, während sich die Staufer zurückzogen.

### Spätmittelalter: Die Markgrafschaft Baden und der Stab Weier
Markgraf Hermann VII. verpfändete Oberweier mehrfach zur Tilgung seiner Schulden, zum Beispiel an die elsässischen Grafen von Fleckenstein. Im Jahre 1307 fassten die Markgrafen von Baden Oberweier aus Gründen der Verwaltungsvereinfachung mit Ettlingenweier und Bruchhausen zum Stab Weier zusammen, wobei Ettlingenweier als damals offiziell "älteste Siedlung" (basierend auf der Erstnennung) den Vorsitz innehatte. Nach der letzten Verpfändung fiel Oberweier im Jahr 1404 schließlich wieder an die Markgrafschaft Baden zurück und blieb von da an badisch. 1490 entstand die erste Kapelle in Oberweier, die St. Wendelin geweiht wurde, dem Schutzpatron der Bauern und Viehhirten. Sie war die älteste Kirche des gesamten Stabes, doch offizielle Stabskirche (Kirche des Stabes Weier) wurde St. Dionysius in Ettlingenweier. Ebenso musste der Ettlingenweirer Friedhof in Anspruch genommen wurde.

### Frühe Neuzeit: Dreißigjähriger Krieg und Pfälzischer Erbfolgekrieg
Im Dreißigjährigen Krieg (1618–1648), der als Glaubenskrieg zwischen Protestanten und Katholiken begann, wurden große Teile Mitteleuropas verwüstet – die mittelalterliche Kapelle in Oberweier fiel ihm ebenfalls zum Opfer. 1683 errichteten die Oberweirer auf den alten Mauerresten eine neue, größere Kapelle im gotischen Stil.
Die Zeiten blieben jedoch unruhig. Wie in der gesamten Region, hinterließ der Pfälzische Erbfolgekrieg gegen die Franzosen im Jahre 1689 auch seine Spuren in Oberweier. 1691 schlugen französische Truppen von Ettlingen kommend zwischen Oberweier und Ettlingenweier ihr Lager auf. Sie plünderten die vom Kriegsgeschehen gezeichneten Ortschaften, bevor sie weiterzogen, um die Festung Philippsburg zu erobern. Zu dieser Zeit hatte Oberweier gerade einmal etwa 100 Einwohner.

### Industrialisierung und Moderne
Am 7. Dezember 1819 wurde die Auflösung des Stabes Weier in die Wege geleitet. Auf Grundlage Großherzoglicher Verordnungen wurde Oberweier als Teilgemeinde wieder administrativ selbständig. Als erste Gemeinde des ehemaligen Stabes führte Oberweier ein eigenes Wappen. Erst im Jahre 1885 entdeckte der Heimatforscher Julius Naeher südwestlich des Ortes die Mauerreste des römischen Gutshofs.
Mit der Industrialisierung kam eine verstärkte Öffnung zu den gewerblich-industriellen Zentren der Umgebung und neben der Landwirtschaft gingen die Einwohner oftmals noch anderen Berufen nach. Ziele der Arbeiter waren zum Beispiel die Fabriken in Ettlingen, Karlsruhe und Rastatt, sowie durch den Bahnhof in Bruchhausen auch die Eisenbahn. Noch 1913 erhielten mehrere Bahnarbeiter aus Oberweier von Großherzog Friedrich I. die Ehrenmedaille für ihre treue Arbeit. Im Vergleich zu den umliegenden Gemeinden blieb Oberweier lange Zeit infrastrukturell benachteiligt.

### Die Weltkriege 1914 bis 1945
Wie alle Kriege der vorigen Jahrhunderte, hatte auch der Erste Weltkrieg tiefgreifende Auswirkungen auf das Dorf. Zahlreiche Männer wurden zum Kriegsdienst eingezogen, viele von ihnen kehrten nicht zurück. 15 Oberweirer fielen an verschiedenen Fronten, unter anderem in Verdun, an der Somme und in Hennelsburg. Besonders betroffen waren die Familien, die ihre Haupternährer verloren hatten. In mehreren Fällen beantragten Hinterbliebene Kriegselterngeld, um den wirtschaftlichen Verlust auszugleichen.
Die finanziellen Folgen des Krieges und der nachfolgende Zusammenbruch des Kaiserreichs trafen Oberweier schwer. Die große Inflation ließ die Ersparnisse der Bevölkerung wertlos werden, und die anschließende Weltwirtschaftskrise verschärfte die Situation weiter. Es gab vermehrt Diebstähle in der Region, weswegen das Bezirksamt Ettlingen Ettlingenweier aufforderte, einen zweiten Feldhüter einzustellen. Viele landwirtschaftliche Betriebe litten unter Absatzproblemen, während die Arbeitslosigkeit stark anstieg. Staatliche Notprogramme und Nachbarschaftshilfe versuchten, die schlimmsten Folgen abzufedern, doch für viele Familien blieb die wirtschaftliche Lage prekär. Es folgten zahlreiche Privatinsolvenzen.
Bereits ab 1930 hatte die NSDAP mit Bürgermeister Lumpp von Ettlingenweier ihre erste Lokalgröße in der Region Mittelbaden. Lumpp hielt viele Veranstaltungen mit dem Thema „Bauer in Not“ ab und warb für den Eintritt in die Partei, so unter anderem auch am 22. November 1931 in der Gastwirtschaft zum Rappen in Oberweier.
1932 erhielt die NSDAP bei 480 Einwohnern 37,8 % der wahlberechtigten Stimmen im Dorf. Bürgermeister Günter trat am 16. Mai 1933 angeblich deswegen von seinem Amt zurück, weil er seinen Urlaub noch nicht hatte nehmen können. Wahrscheinlicher ist, dass er dazu gedrängt wurde.
Als am 10. November 1938 bei den Novemberpogromen die Ettlinger Synagoge in Flammen aufging, waren auch von der NSDAP aufgeforderte Teilnehmer aus umliegenden Dörfern anwesend. Wie viele genau aus Oberweier teilnahmen, ist nicht verbrieft.
Im Rappen fanden Ortsgruppentreffen der NSDAP und des Deutschen Frauenwerks statt. Gezeigt wurden Propagandafilme wie die UFA-Produktion "Verräter", um die Bevölkerung auf die "gegebene Marschroute" einzuschwören.
Die Gewalt im NS-Staat war auch für die Oberweirer allgegenwärtig. Davon zeugen zum Beispiel das Zwangsarbeiterlager in Bruchhausen, das im Zuge der Autobahnerschließung angelegt wurde, sowie das Gestapo-Gefängnis in Ettlingen. Ungeachtet dessen stieß das Regime auf eine breite Akzeptanz in der Bevölkerung. Dazu trugen das Überwinden der Wirtschaftskrise und die – aus Sicht der Nationalsozialisten – außenpolitischen Erfolge von 1934 bis 1939 bei.
Während des Zweiten Weltkriegs waren die deutschen Landwirte verpflichtet, einen erheblichen Teil ihrer Erzeugnisse an den Staat abzuliefern. Manche Einwohner versteckten deshalb heimlich Essen in Erdlöchern im Wald, um sich der Abgabe zu entziehen.
Für die Gemeindegruppen Ettlingenweier, Bruchhausen, Sulzbach und Oberweier fanden Luftschutzappelle in Oberweier statt, bei denen unter anderem Verdunkelungsmaßnahmen besprochen wurden.
Als der Krieg näher an das Dorf heranrückte, blieben auch verletzte Zivilisten nicht aus. Schwer verwundete brachte man ins Wirtshaus zur Sonne, bevor man sie zur Sammelstelle in Oberndorf an der Murg weiterleitete.
Man vermutete zwar, dass die gotische Kapelle aufgrund ihrer Größe ein schlechtes Ziel abgebe. Trotzdem wurde sie am 9. April 1945 neben anderen Gebäuden wie Häusern und Scheunen durch alliierte Luftangriffe vollständig zerstört.
Einen Tag später zogen die Franzosen in Oberweier ein. Am 12. April nahmen französische Soldaten vier versprengte Volkssturmmänner am Waldrand bei der Lochmühle gefangen. Obwohl die Männer keine Waffen hatten und sich wehrlos ergaben, wurden sie durch Genickschüsse getötet. Nur durch das Eingreifen der Lehrerin Constantin, konnte in der Folgezeit die Erschießung eines unschuldigen Dorfbewohners verhindert werden. Ihre Französischkenntnisse halfen dabei, dass die Besatzung der Franzosen glimpflich verlief.

### Nachkriegszeit und Wiederaufbau
Unter amerikanischer Besatzung fand am 27. März 1946 die Bürgermeisterwahl statt. Alle vier Gemeinderäte wählten Otto Günter zurück ins Amt. Im Juni 1949 erfolgte die Grundsteinlegung für die neue Kirche. Außerdem wurde unter Günter der eigene Friedhof angelegt, die Straßen instand gesetzt und die Freiwillige Feuerwehr wieder ins Leben gerufen und ausgebaut.

Einwohnerentwicklung ab 1660

### Eingemeindung nach Ettlingen 1974
Am 1. Oktober 1974 trat Oberweier freiwillig der neuen Stadt Ettlingen bei.

## Frühere Schreibweisen
Frühere Schreibweisen des Ortes aus diversen historischen Karten und Urkunden:
| - 1115 „Babinwilare“ - 1295 „Bebenwilre“ - 1308 „Obernwilre“ - 1362 „Obirwilr“ - 1427 „Obirwir“ - 1513 „Oberweyer“ |

## Politik

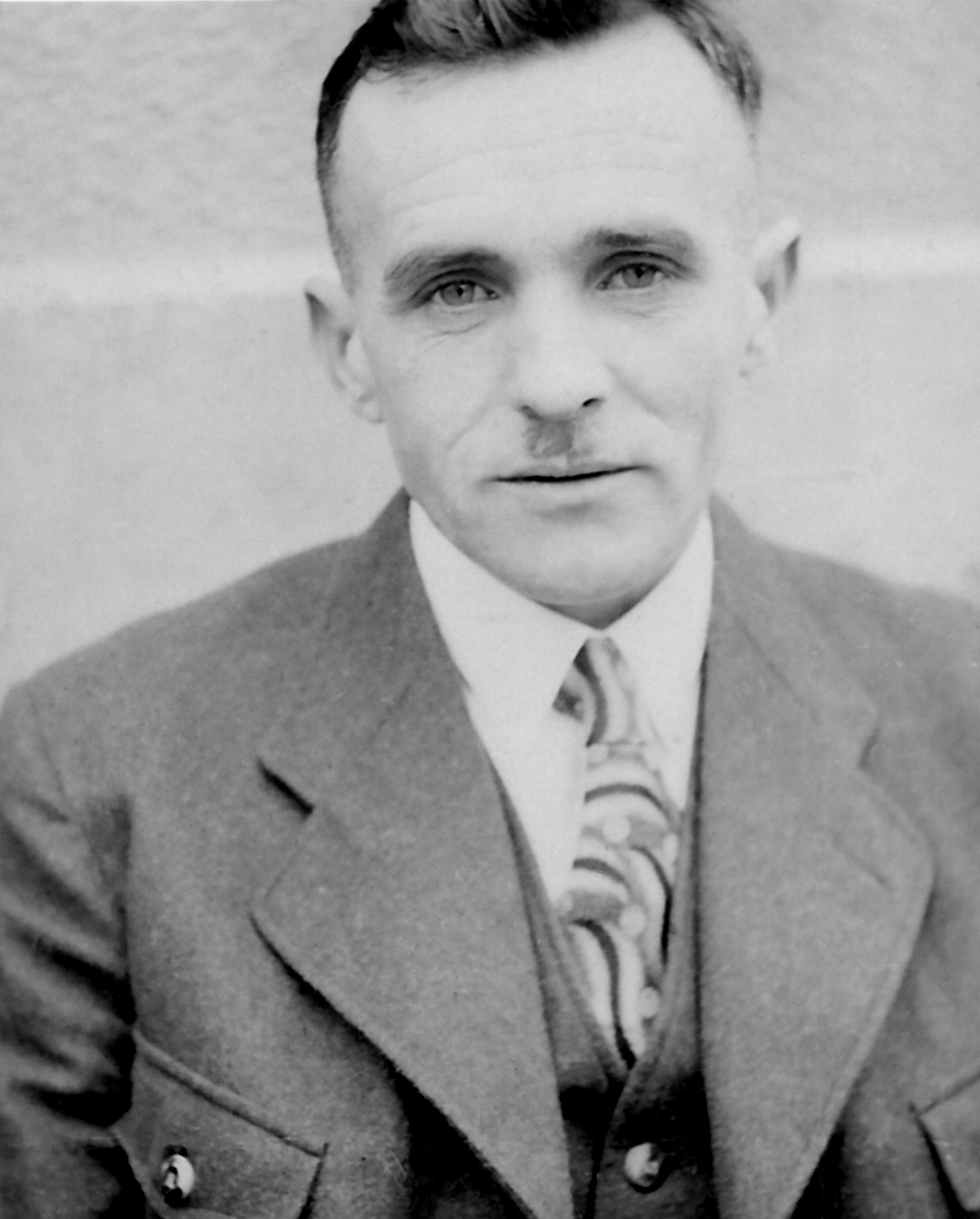
Hermann Maier, erster und einziger SPD-Bürgermeister von Oberweier

Oberweier verfügt wie alle Ortsteile in Ettlingen über einen Ortschaftsrat, der bei den Kommunalwahlen in Baden-Württemberg 2024 neu gewählt wurde.
Ortsvorsteher ist Wolfgang Matzka, der zudem auch in den Ettlinger Gemeinderat gewählt wurde und dort der aktuell einzige Vertreter aus dem Ortsteil Oberweier ist.
Bis zur Eingemeindung 1974 war das Amt des Bürgermeisters das höchste politische Amt im Ort. Seit 1974 ist das Amt des Ortsvorstehers das höchste politische Amt.
Gemeindeoberhäupter:
Bürgermeister:
- 1872–1874: Leopold Kühn
- 1874–1885: Florian Martin
- 1885–1919: Franz Weber
- 1919–1930: Josef Dürr
- 1930–1933: Otto Günter
- 1933–1945: Albert Speck (NSDAP)
- 1945–1952: Otto Günter
- 1952–1964: Hermann Maier (SPD)
- 1964–1974: Albert Heinzler (CDU)[41]

Ortsvorsteher:
- 1974–1984: Albert Heinzler (CDU)
- 1984–1994: Helmut Hartmann (CDU)
- 1994–2009: Robert Seemann (CDU)
- Januar – Juni 2009: Klaus Peter Gück (CDU)
- seit 2009: Wolfgang Matzka (CDU)[42]

Ein bekanntes ehemaliges Mitglied des Ortschaftsrats in Oberweier ist der Journalist Mirko Drotschmann.

## Städtepartnerschaften
Seit 1973 unterhält Oberweier eine sehr rege Partnerschaft mit der französischen Ortschaft Étoges in der Champagne. Diese Partnerschaft wurde 1994 auf die benachbarten Ortschaften Fèrebrianges und Beaunay erweitert. Initiator dieser Partnerschaft auf deutscher Seite war der ehemalige Ortsvorsteher und letzte Bürgermeister der unabhängigen Gemeinde Albert Heinzler.

## Straßennamen
Von den wechselnden Machtverhältnissen im Mittelalter zeugen noch heute die Ufgaustraße und die Fleckensteinstraße. Die Bahnhofstraße, die vom Marktplatz bis zum Bahnhof in Bruchhausen führt, wurde im Zuge der Eingemeindung in Etogesstraße umbenannt.

## Verkehr und Infrastruktur
Der Karlsruher Verkehrsverbund (KVV) betreibt das Busnetz im Kreis Karlsruhe. Dieser bietet die Buslinie 104 an, welche Oberweier mit Ettlingen und Malsch verbindet. Diese verkehrt wochentags ein bis zwei Mal pro Stunde, samstags stündlich und sonntags alle zwei Stunden in beide Richtungen.
Zu verschiedenen Zeiten gab es im Ort Einrichtungen und Geschäfte für das tägliche Leben. Heute gibt es noch einen Dorfladen sowie die Waldsaumhalle, die seit 1983 am Waldrand zu Veranstaltungen einlädt. In unmittelbarer Nähe befindet sich der Badesee Buchtzig, an dem im Sommer auch Musikfestivals stattfinden.

## Vereine
Das Vereinsleben in Oberweier spielt eine sehr große Rolle, viele Einwohner sind in den verschiedensten Vereinen aktiv. Im Ortsteil Oberweier gibt es folgende aktive Vereine:
- TSV Oberweier 1911 e.V.[44]

- Musikverein Oberweier 1956 e.V.[45]

- Narrengruppe Oberweier e.V.[46]

- Kleintierzuchtverein C626 Oberweier e.V.[47]

- Kameradschaft ehemaliger Soldaten 1890 Oberweier e.V.[48]

- Obst- und Gartenbauverein Oberweier e.V.[49]

- Fahrverein Kutschenfreunde Ettlingen e.V.[50]

Gemeinsam mit der Abteilung Oberweier der Freiwilligen Feuerwehr sind die Vereine in einer ARGE organisiert. Eine der Hauptaufgaben der ARGE Oberweier ist die Organisation des Dorffests am ersten Juliwochenende jedes Jahr sowie des Adventsmarkts jeweils am ersten Adventswochenende.
Mit ca. 380 Mitgliedern ist der TSV Oberweier 1911 e.V. der größte Verein im Ort. Neben dem Sport ist der TSV zudem Eigentümer eines Clubhauses, welches als Restaurant vermietet ist und unter dem Namen „Clubhaus Zur Linde“ betrieben wird. Aktuell ist dieses Restaurant der einzige Gastronomiebetrieb in Oberweier.